# 五色沼 (北塩原村)

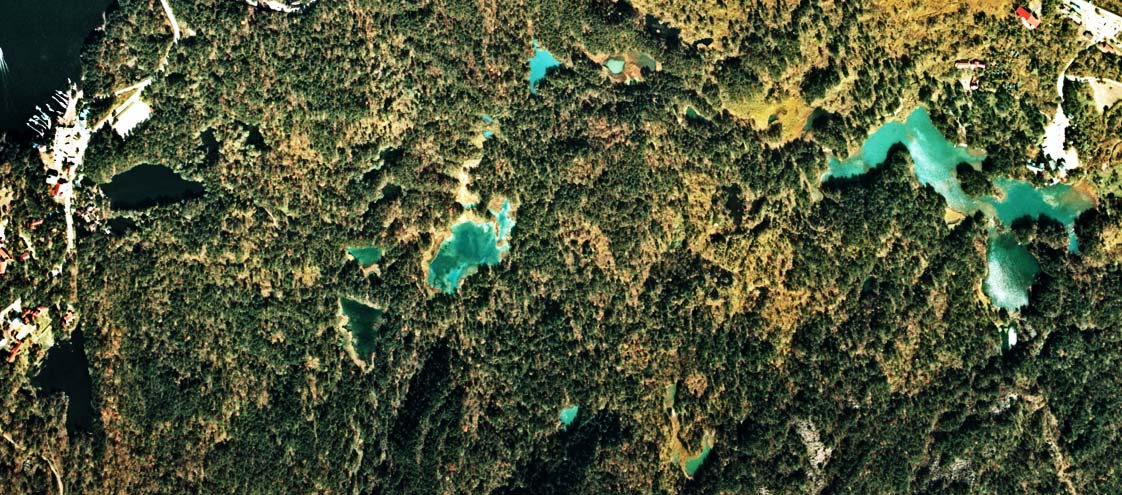
五色沼の航空写真

五色沼（ごしきぬま）は、磐梯山の北側、裏磐梯と呼ばれる地域にある大小30余りの小湖沼群のこと。緑・赤・青など、様々な色の沼が点在し、磐梯朝日国立公園に指定されている。

## 概要
1888年（明治21年）7月15日、磐梯山が噴火して山体の北側の小磐梯が山体崩壊を起こし、岩屑なだれが川をせき止め、数百の湖沼が形成された。大きいものに秋元湖、小野川湖、桧原湖があり、それらに挟まれるように位置する数十の湖沼群や地域が五色沼と呼ばれる。流入している火山性の水質の影響や、植物・藻などにより、湖沼群は緑、赤、青などの様々な色彩を見せることが名称の由来である。
山体崩壊の土砂・岩によって荒れた地域を再生させようと、遠藤現夢が私財を叩いて植林を始めたのがきっかけで五色沼の観光地化が始まった。現在では五色沼には散策路が整備され、宿泊施設が集まるなど、観光地として発展している。

## 五色沼自然探勝路
コバルトブルーの瑠璃沼や、磐梯山の眺めがよい毘沙門沼、水中植物が美しい模様を描く弁天沼など、変化のあるトレッキングコースである。
- 路順：五色沼入口バス停‐毘沙門沼‐赤沼‐深泥沼‐竜沼‐弁天沼‐瑠璃沼‐青沼‐柳沼‐裏磐梯高原駅バス停
- 距離：約4km
- 所要時間：徒歩約1時間半程度
- 駐車場：五色沼入口、裏磐梯高原駅両バス停に、自家用車・観光バス用駐車場が整備されている。

## アクセス
- 磐梯東都バスにて磐越西線猪苗代駅より約25分、喜多方駅より約60分

## 五色沼の風景

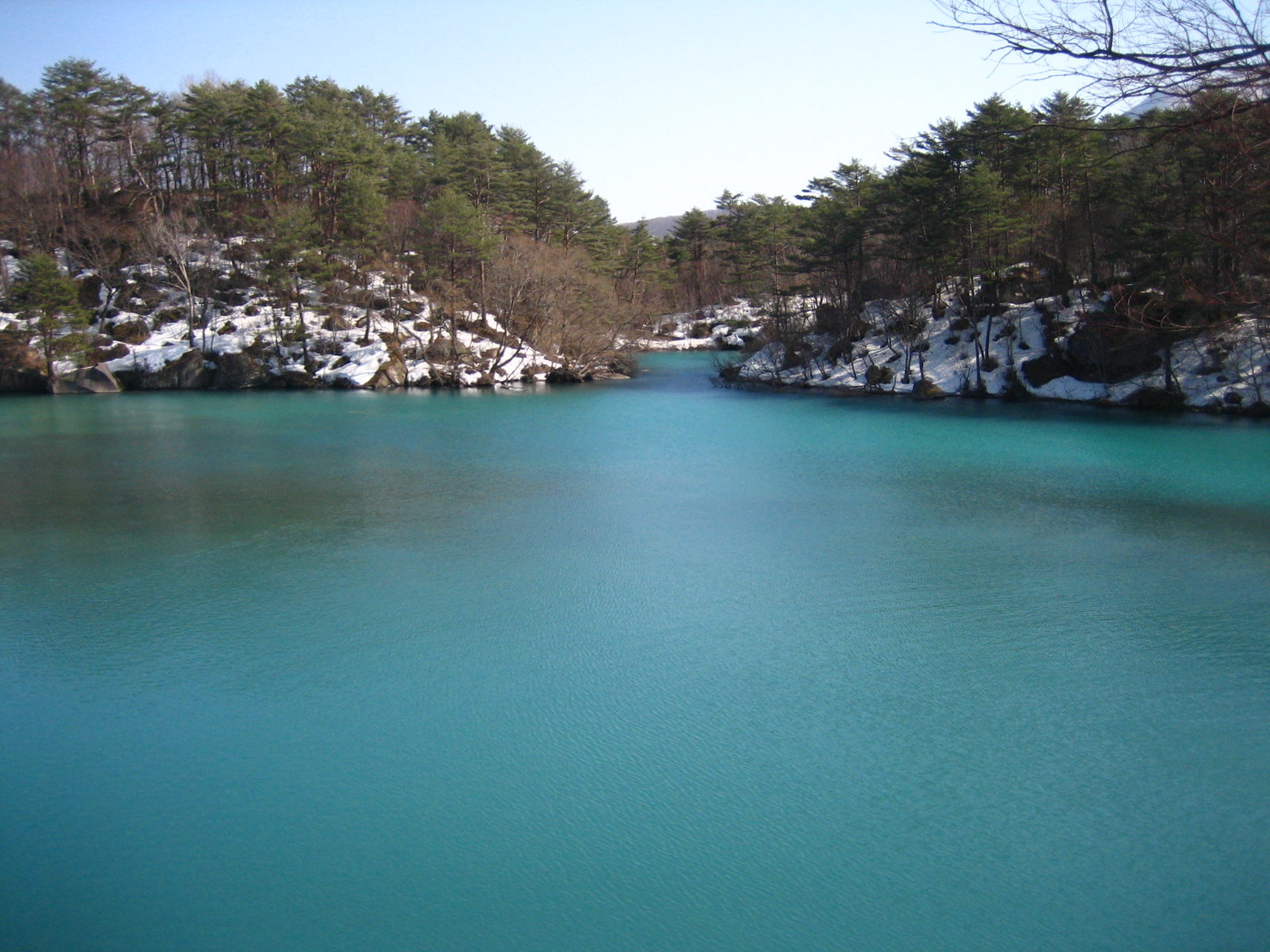
毘沙門沼
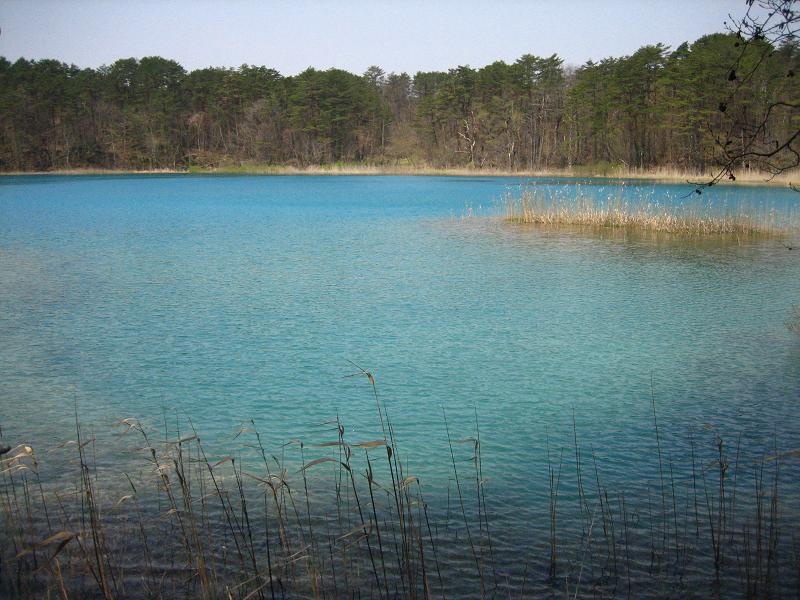
弁天沼
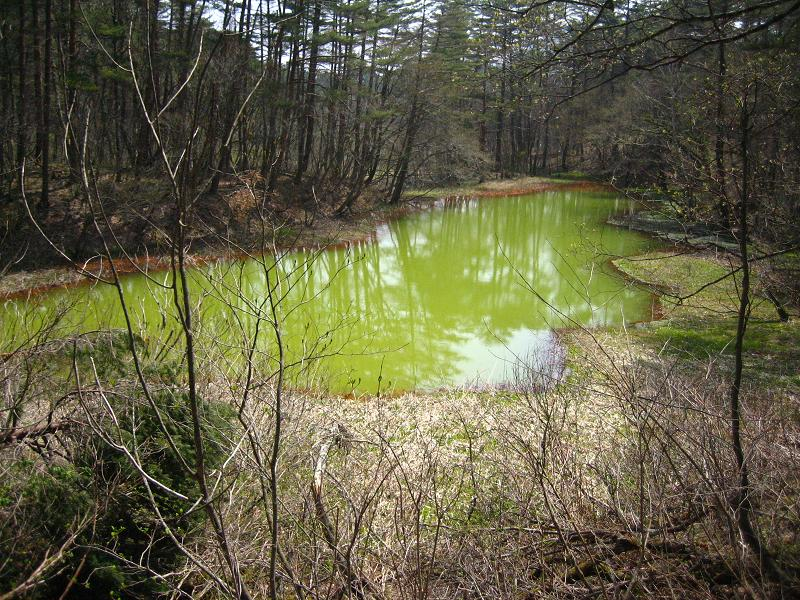
赤沼
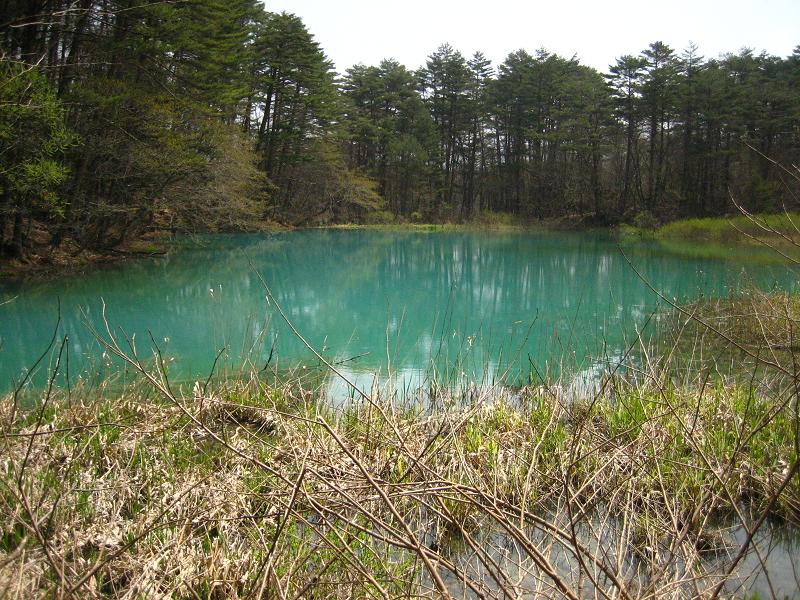
青沼
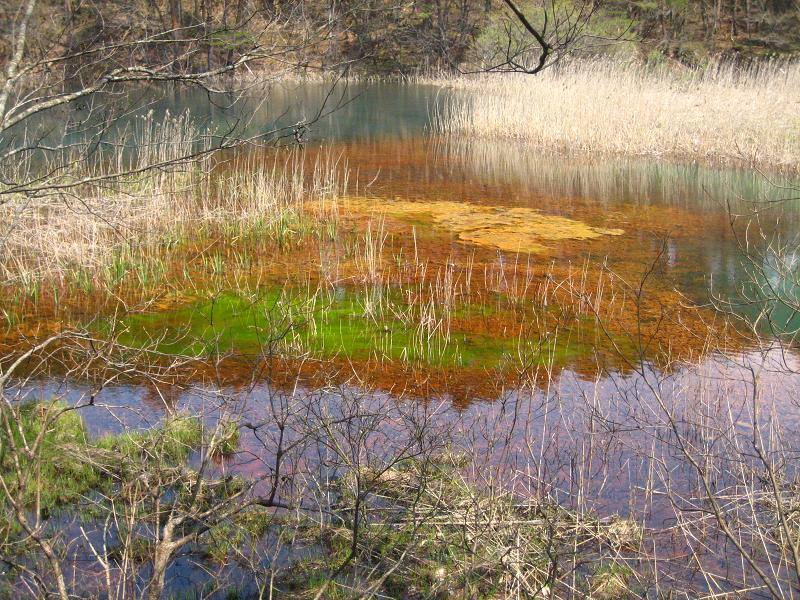
深泥沼(みどろぬま)
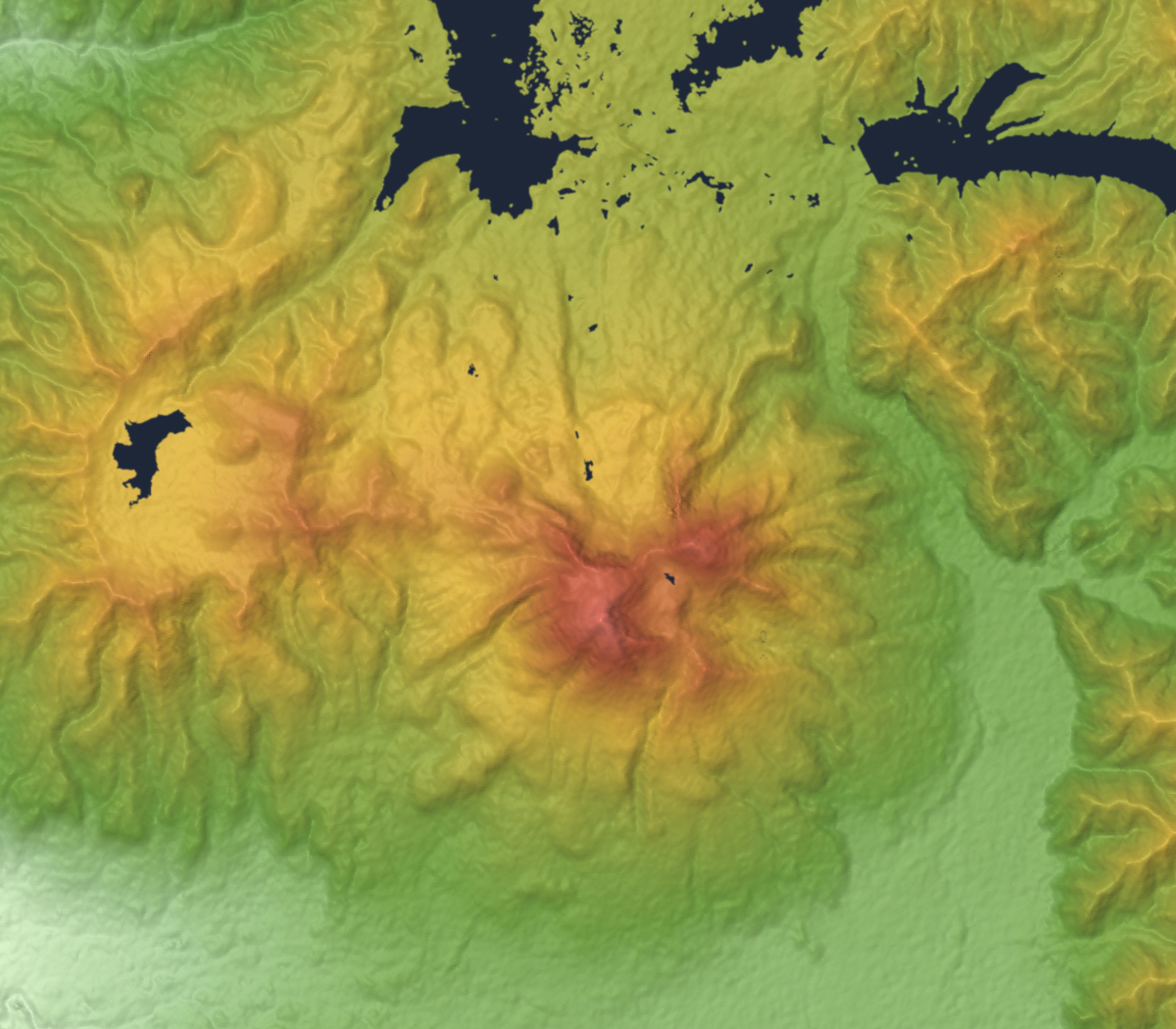
磐梯山周辺の地形図。北麓に五色沼湖沼群

## 周辺
周辺は観光地「裏磐梯高原」として開発され、温泉やスキー場、宿泊施設などが数多く立地する。
- 桧原湖
- 磐梯山噴火記念館
- 諸橋近代美術館
- ラビスパ裏磐梯 - 温泉施設
- 裏磐梯スキー場
- 裏磐梯猫魔スキー場